# Médiation urbaine

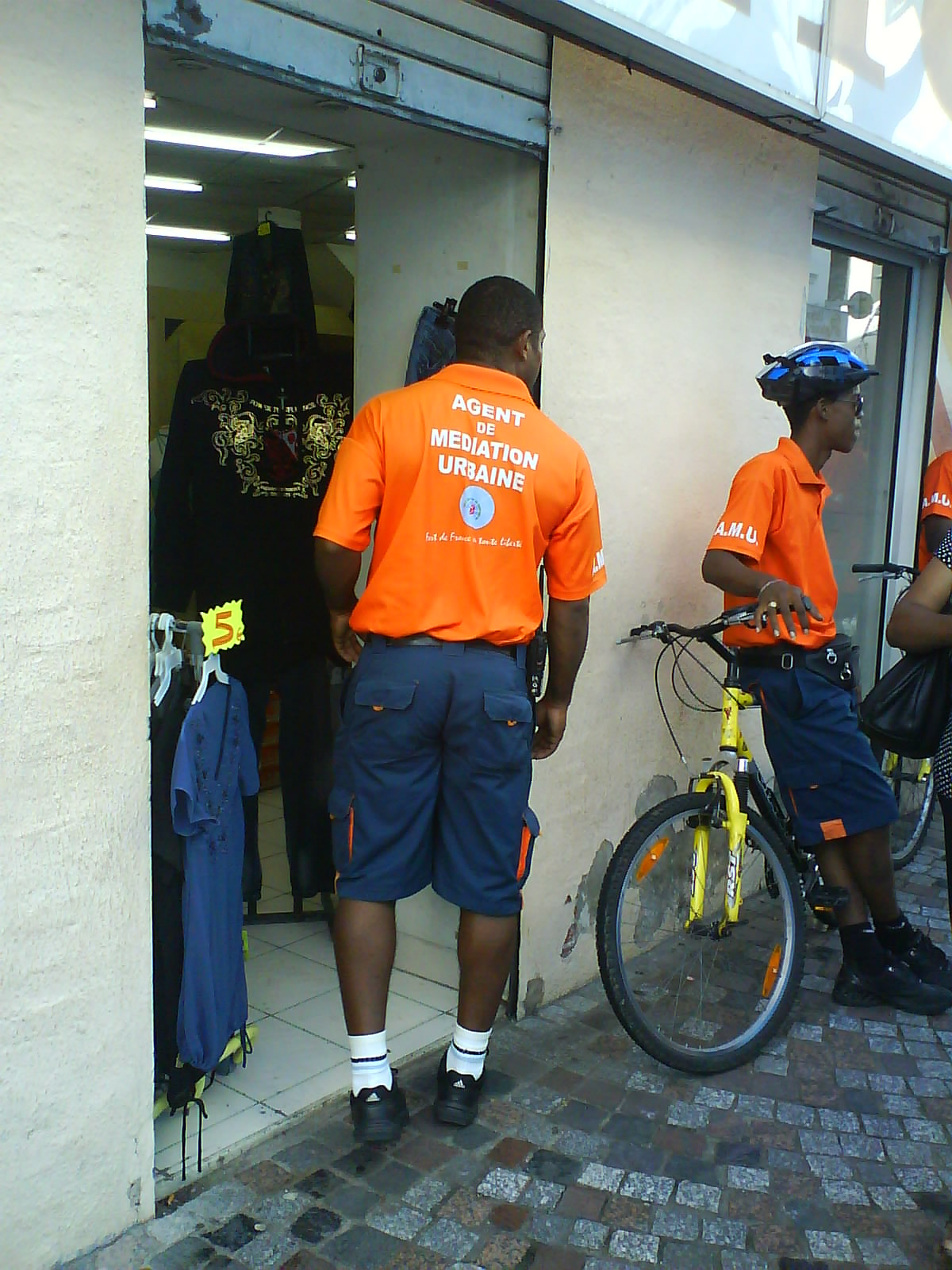
Agent de médiation urbaine, à vélo dans une rue de Fort-de-France - (Martinique).

## Médiateurs urbains
Un titre de technicien(ne) médiation services de niveau IV (médiation sociale, principalement exercée dans le cadre d'association mises en place par les municipalités) a été créé. Le texte a été publié dans le Journal officiel n°180 du 5 août 2004[réf. incomplète].